# Familia Bush
La familia Bush es una familia dinástica estadounidense que se destaca en los campos de la política, las noticias, los deportes, el entretenimiento y los negocios.
Conocida por su participación en la política, la familia ha ocupado varios cargos nacionales y estatales a lo largo de cuatro generaciones, incluido el de senador de EE. UU. (Prescott Bush); gobernador (Jeb Bush y George W. Bush); y presidente (George H. W. Bush, que anteriormente se había desempeñado como vicepresidente, y George W. Bush). Otros miembros de la familia incluyen un ejecutivo de la Liga Nacional de Fútbol (NFL) (Joe Ellis) y dos personalidades de la televisión conocidas a nivel nacional (Billy Bush y Jenna Bush Hager).
El biógrafo Peter Schweizer ha descrito a los Bush como "la dinastía política más exitosa en la historia de Estados Unidos". Según algunos fuentes en línea, la familia Bush es principalmente descendiente de inglés y alemanes. La familia Bush tiene su origen europeo en el siglo XVII, siendo Samuel Bush su primer antepasado nacido en Estados Unidos, en 1647.